# Botswanai labdarúgó-válogatott
A botswanai labdarúgó-válogatott (becenevükön: Zebrák) Botswana nemzeti csapata, melyet a botswanai labdarúgó-szövetség irányít. A csapat labdarúgó-világbajnokságra még egyszer sem jutott ki.
Az afrikai kontinenstornára először 2012-ben jutott ki.

## Világbajnoki szereplés
- 1930 - 1990 - Nem indult
- 1994 - Nem jutott ki
- 1998 - Nem indult
- 2002 - 2018 - Nem jutott ki

## Afrikai nemzetek kupája-szereplés
- 1957 – Nem indult
- 1959 – Nem indult
- 1962 – Nem indult
- 1963 – Nem indult
- 1965 – Nem indult
- 1968 – Nem indult
- 1970 – Nem indult
- 1972 – Nem indult
- 1974 – Nem indult
- 1976 – Nem indult
- 1978 – Nem indult
- 1980 – Nem indult
- 1982 – Nem indult
- 1984 – Nem indult
- 1986 – Nem indult
- 1988 – Nem indult
- 1990 – Nem indult
- 1992 – Nem indult
- 1994 – Nem jutott be
- 1996 –  Nem jutott be
- 1998 – Nem jutott be
- 2000 – Nem jutott be
- 2002 – Nem jutott be
- 2004 – Nem jutott be
- 2006 – Nem jutott be
- 2008 – Nem jutott be
- 2010 – Nem jutott be
- 2012 – Csoportkör
- 2013 – Nem jutott be
- 2015 – Nem jutott be
- 2017 – Nem jutott be
- 2019 – Nem jutott be

## Válogatottsági rekordok, korábbi híres játékosok
A 2019. november 18-i  Algéria elleni mérkőzéssel bezárólag
HÍRES JÁTÉKOSOK
- Kabelo Dambe
- Mogogi Gabonamong
- Ndiapo Letsholathebe
- Boitumelo Mafoko
- Onkabetse Makgantai
- Modiri Marumo
- Moemedi Moatlhaping
- Joel Mogorosi
- Pontsho Moloi
- Tshepiso Molwantwa
- Phenyo Mongala
- Tshepo Motlhabankwe
- Ofentse Nato
- Mogakolodi Ngele
- Mmusa Ohilwe
- Jerome Ramatlhakwane
- Mosimanegape Ramoshibidu
- Kabelo Seakanyeng
- Dipsy Selolwane
- Onalethata Thekiso
- Mompati Thuma
- Lemponye Tshireletso

## A válogatott szövetségi kapitányai
| - Thomas Johnson (1973) - Rudi Gutendorf (1976) - Peter Cormack (1986–87) - Kenny Mwape (1990–92) - Freddie Mwila (1992–96) - Michael Gaborone (1996–97) - David Bright (1997–99) - Jeff Butler (1999) - David Bright (2000) - Karl-Heinz Marotzke (2001) - Veselin Jelušić (2002–05) - David Bright (2006, caretaker) - Colwyn Rowe (2006–08) - Stanley Tshosane (2008–2013) - Peter Butler (2014–17) - Mogomotsi Mpote (2017) - David Bright (2017–2019) - Mfolo Mfolo (2019) - Mogomotsi Mpote (2019) - Adel Amrouche (2019– ) |